# Крайовський мирний договір
Крайовський мирний договір, Крайовська угода (болг. Крайовска спогодба, рум. Tratatul de la Craiova) — мирне врегулювання територіальних питань між урядами Болгарського царства та Румунського королівства, підписане в румунському місті Крайова, за яким 7 вересня 1940 року Румунія поступилася Болгарії регіоном Південна Добруджа і обидві учасниці договору погодилися провести обмін населенням (меншинами) на прилеглих до нового кордону територіях. За Паризьким мирним договором від 10 лютого 1947 року Болгарія зберегла Південну Добруджу (згідно з Крайовським договором), ставши єдиною країною Осі, яка отримала територіальне надбання після Другої світової війни.

## Передумови та наслідки
У Румунії з вересня 1940 року влада вже перейшла до рук уряду маршала Іона Антонеску, який фактично став диктатором. При цьому формально країна залишалася монархією. Сам румунський король Кароль II 6 вересня 1940 року був змушений зректися престолу на користь свого сина Міхая під тиском громадської думки, обуреної територіальними втратами, яким Каролю II не вдалося запобігти. Так, у 1940 році Румунія була змушена погодитися на анексію Радянським Союзом (під тиском Москви і Берліна — для виконання положень пакту Молотова-Ріббентроппа) Бессарабії (з якої була створена Молдавська Радянська Соціалістична Республіка) і передачу Українській Радянській Соціалістичній Республіці Північної Буковини. Понад те, другий Віденський арбітраж 30 серпня 1940 року передав Угорському королівству Північну Трансільванію. Кароль II був змушений залишити країну. Новим королем став його син Міхай I. Прагнучи компенсувати територіальні втрати, Румунське королівство стає союзником Третього Рейху, розраховуючи на спільні бойові дії проти СРСР з метою повернення втрачених територій

## Обмін населенням
В ході обміну населенням румуномовні поселенці (румуни, мокани, аромуни, мегленорумуни), всього близько 80 000 чоловік, більшість з яких осіло тут за наполяганням уряду після Другої балканської війни, 1913 (тоді було укладено Бухарестський мирний договір (1913), були депортовані з болгарської території. На їх місце доставили депортованих болгар з румунської території, всього близько 65 000 чоловік (переважно з міста Мачин). З часом, із урахуванням числа пізніх переселенців, число депортованих румунів оцінено в 110 тисяч, а болгар  — 77 тисяч. Обмін населенням привів до значної гомогенізації населення Добруджі, а також Румунії, створивши умови для початку політики румунізації меншин в країні.

## Ресурси Інтернету
- ASPECTE ALE APLICĂRII TRATATULUI DE LA CRAIOVA (7 SEPT. 1940) ÎN JUDEȚUL TULCEA Valentina POSTELNICII[недоступне посилання з липня 2019]
- (болг.)Acordul de la Craiova din 7 septembrie 1940 [Архівовано 4 березня 2016 у Wayback Machine.]
- Hoinarii Balcanilor [Архівовано 13 квітня 2015 у Wayback Machine.], 29 august 2005, Paula Mihailov, Jurnalul Național